# 부산울산지방병무청
부산·울산지방병무청(釜山·蔚山地方兵務廳)은 부산광역시와 울산광역시 지역의 징집·소집 그 밖에 병무 행정에 관한 사무를 관장하는 대한민국 병무청의 소속기관이다. 2022년 12월 31일 발족하였으며, 부산광역시 수영구 연수로 301에 위치하고 있다. 청장은 고위공무원단 나등급에 속하는 일반직공무원으로 보한다.

## 연혁
- 1967년 10월 1일: 국방부 소속으로 부산시병무청 설치.[2]
- 1970년 8월 20일: 병무청 소속 부산시지방병무청으로 개편.[3]
- 1981년 7월 23일: 부산직할시지방병무청으로 개편.[4]
- 1981년 11월 2일: 경상남도지방병무청을 통합하여 부산지방병무청으로 개편.[5]
- 1991년 2월 21일: 관할구역 중 경상남도를 이관하여 창원병무지청을 분리.[6]
- 2022년 12월 31일: 부산·울산지방병무청으로 개편.[7]

## 관할구역
- 부산광역시 일원
- 울산광역시 일원

## 조직

### 청장
- 병역판정관실[8]
- 운영지원과[9]
- 병역판정검사과[9]
- 현역입영과[10]
- 동원관리과[10]
- 사회복무과[10]
- 복무관리과[10]
- 고객지원과[9]